# Xavier Siméon
Xavier Siméon (Etterbeek, 31 de agosto de 1989) é um motociclista belga, atualmente compete na Moto2 pela Tasca Racing Scuderia Moto2.

## Carreira

### Moto2
Xavier Siméon fez sua estreia na Moto2 em 2010.  Entre 2010 e 2017 atuou apenas na Moto2 por diversas equipes e chegando ao máximo em sétimo no ano de 2015, na qual venceu sua única vitória na categoria no GP de Alemanha.

### Moto GP
Em 2018, o belga assinou com a Ducati e a equipe Reale Avintia Racing, para ingressar na principal categoria.